# Bitwa pod Augusta Taurinorum
Bitwa pod Augusta Taurinorum – starcie zbrojne, które miało miejsce w roku 312 n.e. między Konstantynem a Maksencjuszem.
Wiosną 312 Konstantyn I Wielki wyruszył na czele 40 000 armii z rejonów Galii do Italii. Po sforsowaniu przełęczy alpejskich siły te weszły do doliny Padu. Celem Konstantyna stało się zniszczenie armii Maksencjusza, którego wojska stacjonowały m.in. w Weronie i Rzymie. Przeciwko żołnierzom Konstantyna, Maksencjusz wysłał oddziały jazdy ciężkozbrojnej oraz piechoty, znacznie rozdrabniając swoje wojska. Pierwszym celem armii Konstantyna stało się miasto Segusio (Susa w Piemoncie), które zdobyto po krótkiej walce.
Po tym sukcesie cesarz skierował się na miasto Augusta Taurinorum (Turyn), w pobliżu którego doszło do bitwy z wojskami Maksencjusza. Walka oddziałów jazdy przyniosła powodzenie armii Maksencjusza. Jednakże atak piechoty Konstantyna zepchnął oddziały wroga, zmuszając je do odwrotu. Zwycięstwo umożliwiło cesarzowi zajęcie Turynu, po którym poddały się kolejne miasta m.in. Bryksja (Brixia), gdzie doszło do kolejnego starcia z siłami Maksencjusza. Podobnie jak w trakcie bitwy pod Augusta Taurinorum, także pod Bryksją zwycięska jazda Maksencjusza została pokonana po ataku piechoty cesarza Konstantyna. Sukcesy pod Turynem i Bryksją pozwoliły Konstantynowi na marsz w kierunku Werony, głównej bazy armii nieprzyjacielskiej w Italii.